# Melchior Jan Kochnowski
Melchior Jan Kochnowski (ur. 13 stycznia 1720 w Szczekocinach, zm. 30 kwietnia 1788) – rektor Akademii Zamojskiej w l. 1758–1762 i 1766–1768, biskup pomocniczy chełmski od 1781 roku, biskup tytularny Dionysias, archidiakon katedralny i oficjał generalny chełmski w 1762 roku, kanonik kapituły zamojskiej w 1745 roku.

## Życiorys
Syn Jana Kochnowskiego i Anny z domu Jarmund. Studiował w Akademii Krakowskiej (wpisany w 1735), gdzie uzyskał stopień bakałarza (15 listopada 1738). Od 1739 r. był profesorem w Akademii Zamojskiej. W 1741 r. uzyskał doktorat z filozofii. W Akademii Zamojskiej wykładał poetykę, następnie retorykę, dialektykę (1743–1746), wymowę (1747–1751), prawo kanoniczne (1758–1762). W 1749 r. wizytował kolonię akademicką w Ołyce. Został doktorem obojga praw oraz dziekanem wydziału, wicekanclerzem i rektorem Akademii Zamojskiej (1758–1762 i 1766–1768). Był wychowawcą dzieci Franciszka Salezego Potockiego.
Sprawował następujące urzędy kościelne: kanonik, kustosz kolegiaty zamojskiej, archidiakon katedralny i oficjał generalny chełmski. W roku 1775 został mianowany biskupem pomocniczym chełmskim z tytułem biskupa dionizeńskiego (Dionysiensis). Konsekracji dokonał bp Antoni Onufry Okęcki 22 października 1775 w kolegiacie warszawskiej. Melchior Jan Kochnowski objął prepozyturę w Turobinie w 1783 r., zaś z ramienia kapituły katedralnej chełmskiej był deputatem na Trybunał Główny Koronny w Piotrkowie (1787).
Z uwagi na zaangażowanie polityczne ówczesnego ordynariusza – biskupa Macieja Garnysza, który stale przebywał w Warszawie – samodzielnie zarządzał diecezją chełmską. W dużej mierze czynił to już wcześniej, m.in. jako oficjał udzielił dyspensy (indultu) na ślub bez zapowiedzi Szczęsnego Potockiego z Gertrudą Komorowską (1770).
Znany z pracowitości, co potwierdzają m.in. liczne publikacje, wizytacje duszpasterskie i konsekracje kościołów na terenie diecezji.